# Itay Shanny
Itay Shanny (hebreiska: איתי שני), född 1 september 1998, är en israelisk bågskytt. Han deltog vid olympiska sommarspelen 2020.